# NGC 4758
NGC 4758 је галаксија у сазвежђу Береникина коса која се налази на NGC листи објеката дубоког неба.
Деклинација објекта је + 15° 50' 55" а ректасцензија 12h 52m 43,9s. Привидна величина (магнитуда) објекта NGC 4758 износи 13,3 а фотографска магнитуда 13,9. Налази се на удаљености од 15,749 милиона парсека од Сунца. NGC 4758 је још познат и под ознакама UGC 8014, MCG 3-33-15, CGCG 100-15, IRAS 12502+1607, PGC 43707.